# Panteón de París
El Panteón (en francés: le Panthéon) de París es un monumento de estilo neoclásico situado en el V distrito de París. Erigido en el corazón del Barrio Latino, en la montaña Santa Genoveva, está en el centro de la plaza del Panteón y rodeado por el ayuntamiento del V distrito, el Henri-IV, la iglesia Saint Étienne du Mont, la biblioteca de Santa Genoveva, la Universidad de París I (Panthéon-Sorbonne) y la Universidad de París II (Panthéon-Assas). La calle Soufflot le dibuja una perspectiva hasta el jardín de Luxemburgo.
El nombre del monumento, Panteón, proviene de pántheion (en griego: πάνθειον), que significa «de todos los dioses». Inicialmente previsto en el siglo XVIII para ser una iglesia que albergaría el relicario de santa Genoveva, este monumento está destinado a honrar a los grandes personajes que han marcado la historia de Francia a excepción de las carreras militares normalmente honradas en el Panteón militar de los Inválidos.

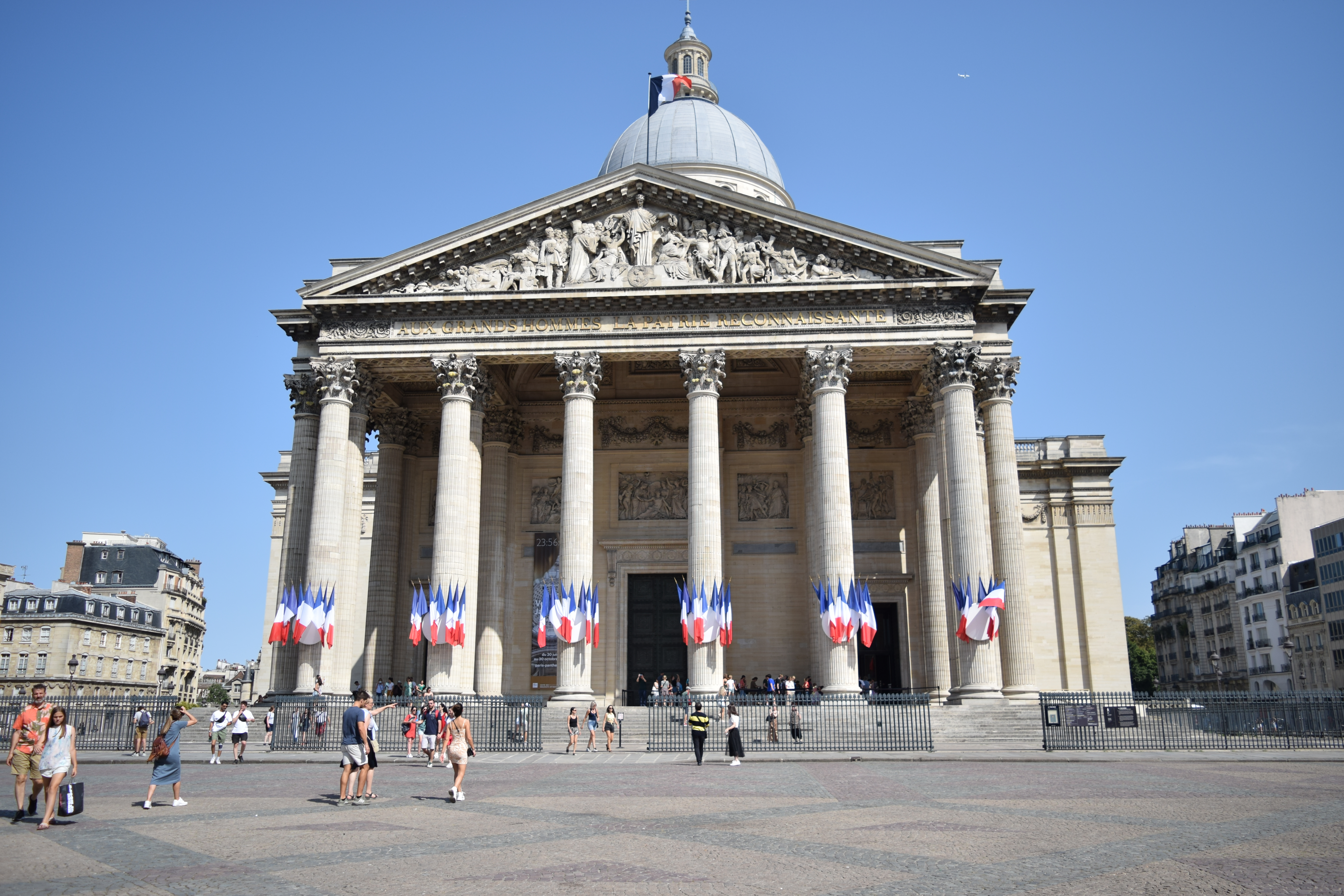
Panteón de París

La arquitectura también retoma la fachada del Panteón de Roma, construido en el siglo I d. C., rematado por una cúpula inspirada en el tempietto de la iglesia de San Pietro in Montorio. Los diversos diseños de su construcción, su decoración, las inscripciones y los símbolos que figuran en él permiten recorrer la construcción —lenta y contrastada— de la nación francesa. Este monumento está abierto al público y está gestionado por el Centro de Monumentos Nacionales.

## Historia
Es uno de los primeros monumentos neoclásicos de Francia. Inicialmente estaba previsto que fuera una iglesia dedicada a la patrona de la ciudad, Santa Genoveva (Sainte Geneviève), como exvoto del rey Luis XV. Obra del arquitecto Soufflot, su construcción empezó en 1764. Sin embargo las dificultades financieras de la monarquía y la muerte prematura de Soufflot retrasaron las obras de edificación que duraron 26 años. El edificio fue terminado durante la Revolución francesa en 1790, por los socios de Soufflot, Jean-Baptiste Rondelet y Maximilien Brébion. En 1791, la Asamblea Nacional Francesa votó que el edificio, que aún no había sido consagrado como iglesia, sirviera de templo para albergar los cuerpos de los hombres ilustres de la patria. De 1791 a 1793, el edificio fue remodelado por Quatremère de Quincy y adquiere su aspecto actual. En el frontispicio se graba la inscripción Aux grands hommes la patrie reconnaissante («A los grandes hombres, la patria agradecida»). 
Bajo el Primer Imperio francés, el Panteón mantuvo su función de mausoleo pero fue también lugar de culto a partir de 1806. Cuando tras la caída de Napoleón I se restaura el Antiguo Régimen, se restringe su uso al de iglesia consagrada a Santa Genoveva y se borra la inscripción del frontón.
En 1830, la Monarquía de Julio retira el culto católico de la iglesia que se convierte de nuevo en panteón con el nombre de "Templo de la gloria". Bajo la Segunda República, de 1848 a 1851, se le llamará "Templo de la humanidad". El Segundo Imperio le devuelve su uso exclusivamente religioso y desaparece la inscripción del frontón por segunda vez. 
Durante el asedio de París de 1870, la cripta del Panteón se transformó en polvorín, alojando toda clase de proyectiles. Las galerías subterráneas sirvieron también de refugio a los habitantes de la zona, víctimas de los bombardeos prusianos. En efecto, los prusianos, instruidos de la existencia de tal instalación, hicieron de la cúpula uno de los principales objetivos de sus baterías de Châtillon, haciendo caer una lluvia de obuses sobre el edificio y dañándolo gravemente.
Durante la Comuna de París en 1871, el comunero François Jourde anunció a la multitud que se suprimía el culto religioso en el Panteón, para dedicarlo al culto de los grandes hombres. El 31 de marzo de 1871 se alzó una bandera roja en lo alto del edificio. El 2 de abril de 1871 se seccionaron las ramas horizontales de la cruz que remataba el edificio y el cabo Jean Allemane utilizó el elemento vertical restante como mástil para una bandera roja.
La Comuna continuó utilizando el Panteón como depósito de armas y municiones. Los insurgentes lo utilizaron como cuartel general durante los combates de mayo. Los versalleses (las fuerzas gubernamentales) emplearon dos días para despejar las barricadas que rodeaban el monumento por todos lados. La represión fue muy sangrienta: arrodillados en la escalinata se fusiló a algunos de los detenidos, como Jean-Baptiste Millière, a quien se detuvo en una casa cercana (26 de mayo de 1871).
En julio de 1873, el arquitecto Louis-Victor Louvet procedió a la restauración, y reemplazó la cruz que remata la cúpula. En 1874 se emitió una orden del marqués de Chennevières (Charles-Philippe de Chennevières-Pointel, director de Bellas Artes, encargando al abad Bonnefoy, deán de Sainte-Geneviève, la elaboración del programa iconográfico para un gran ciclo de pinturas sobre la historia de Francia. Las obras, óleos encolados sobre lienzo, se colgaron ante las ventanas ya obturadas por Quatremère de Quincy, imposibilitando definitivamente la vuelta al proyecto inicial de Soufflot.
La propaganda del Ordre moral ("orden moral", coalición de las derechas formada tras la caída del gobierno republicano provisional, que sostuvo al gobierno de Albert de Broglie bajo la presidencia del mariscal Mac-Mahon a partir del 27 de mayo de 1873) tenía como propósito afirmar los fundementos católicos y monárquicos de Francia. Los protagonistas escogidos fueron tres figuras que habían encarnado la nación: Clodoveo (Clovis) por los merovingios, Carlomagno (Charlemagne) por los carolingios y San Luis (saint Louis) por los capetos; y tres figuras cristianas ligadas a la monarquía: san Dionisio (saint Denis), santa Genoveva (sainte Geneviève) y Juana de Arco (Jeanne d’Arc).
El conjunto decorativo estuvo a cargo de Pierre Puvis de Chavannes: La Prédication de saint Denis (La predicación de San Dionisio), de Pierre-Victor Galland - Le Martyre de saint Denis (El martirio de san Dionisio), de Léon Bonnat - Sainte Geneviève rend le calme aux Parisiens à l'approche d'Attila (Santa Genoveva devuelve la calma a los parisinos al acercarse Atila), de Jules-Élie Delaunay - La Vie de saint Louis (Vida de San Luis), de Alexandre Cabanel - L'Histoire de Jeanne d'Arc (Historia de Juana de Arco), de Jules Lenepveu - La Mort de sainte Geneviève (Muerte de Santa Genoveva), de Jean-Paul Laurens - Le Vœu de Clovis à la bataille de Tolbiac (Voto de Clodoveo en la batalla de Tolbiac) y Le Baptême de Clovis (Bautismo de Clodoveo), de Paul-Joseph Blanc - L'Idée de la Patrie, l'Abondance, la Chaumière, la Peste (Idea de la patria, la abundancia, la choza, la peste), de Jules-Ferdinand Humbert, Charlemagne couronné empereur protégeant les Arts (Carlomagno coronado emperador protegiendo las Artes), de Henri-Léopold Lévy.
| |
| Geneviève soutenue par sa pieuse sollicitude veille sur la ville endormie (Genoveva apoyada por su piadosa solicitud vela por la ciudad dormida), de Pierre Puvis de Chavannes, 1898, pintura encolada sobre lienzo. |

|                                                |
| Santa Genoveva trayendo víveres a París, ídem. |

|                                         |
| Santa Genoveva, niña, en oración, ídem. |

|                             |
| Muerte de Santa Genoveva... |

|                                                                                   |
| Reliquias de Santa Genoveva utilizadas en una rogativa para remediar la sequía... |

|                                                                   |
| Visión de Juana de Arco mientras cuida ovejas, de Lenepveu, 1889. |

|                                                               |
| Juana de Arco en el sitio de Orléans, de Lenepveu, 1886-1890. |

| |
| Juana de Arco en la coronación del Delfín como rey Carlos VII de Francia en Reims, de Lenepveu, 1889-1890. |

|                                                               |
| Juana de Arco, quemada en la hoguera, de Lenepveu, 1886-1890. |

|                                                                    |
| San Luis recibiendo ofrendas de los musulmanes durante la Cruzada. |

|                                                   |
| Bautismo de Clodoveo, de Joseph Blanc, 1880-1899. |

|                                      |
| Batalla de Tolbiac, de Joseph Blanc. |

|                      |
| Detalle de Clodoveo. |

El pintor Ernest Hébert concibió el diseño del mosaico de la bóveda de horno (cul-de-four) o exedra del ábside, representando a "Cristo enseñando al ángel de la guardia de Francia los destinos de la patria" (Le Christ enseignant à l'ange gardien de la France les destinées de la patrie -ANGELVM GALLIÆ CVSTODEM CHRISTVS PATRIÆ FATA DOCET-). Flanqueando a Cristo, a la derecha, el ángel portando una espada y, arrodillada, la ciudad de París portando el Scilicet (escudo de París); a la izquierda, santa Genoveva y, arrodillada, Juana de Arco sosteniendo una bandera. Esta representación ilustra los debates que agitaban el inicio de la Tercera República entre laicos y católicos: de los cinco personajes, cuatro llevan nimbo, incluso el que representa a la ciudad de París; en cambio Juana de Arco no (no fue canonizada hasta 1920 -mitos de Juana de Arco). El mosaico fue realizado entre 1875 y 1884 por el taller Guilbert-Martin.
Entre los últimos años 1870 y los primeros 1880, el fracaso político del Ordre moral y la llegada de los republicanos al poder tuvieron consecuencias en la iconografía de los ciclos decorativos. Así, Joseph Blanc no duda en representar a santos y personajes históricos con el rostro de políticos republicanos contemporáneos, muchos de ellos notorios anticlericales. En su Triomphe de Clovis ("Triunfo de Clodoveo") figuran Léon Gambetta como Aurelianus (légat de Clovis), Antonin Proust como Avito de Vienne y el radical Georges Clemenceau como Saint Galactoire; también aparece el actor Coquelin aîné como el obispo Volusiano de Tours.
En 1885 el entierro de Victor Hugo pone en práctica la ley de 19 de julio de 1881 que devolvía al edificio su función de panteón. Se retiró el mobiliario religioso y se puso sobre la entrada la inscripción Aux grands hommes la Patrie reconnaissante ("A los grandes hombres, la Patria agradecida"). El órgano se oye por última vez en el lugar, ya que en 1891, por un acuerdo entre los ministerios de la Guerra y de Obras públicas se le destina al hospital militar del Val-de-Grâce de París donde lo traslada el factor de órganos Joseph Merklin. Se encargó a Auguste Rodin una estatua de Victor Hugo, al mismo tiempo que una de Mirabeau a Jean-Antoine Injalbert. El proyecto había sido concebido por Édouard Lockroy, en homenaje a los grandes hombres de la historia de Francia; y consistía en cien esculturas que deberían situarse en el transepto norte. La idea era renovar el orgullo nacional (reconstituer la fierté nationale) cuestionado por la reciente derrota frente a los prusianos (1870). El comité encargado de juzgar las obras concluyó que la propuesta de Rodin no armonizaba con la estatua de Mirabeau. El modelo en escayola de la estatua de Lazare Hoche modelada en 1900 para el monumento erigido en Quiberon por Jules Dalou queda enfrente.
De 1902 a 1905, Édouard Detaille pintó el tríptico Vers la gloire, calificado de "himno pictórico a la República" (hymne pictural à la République). En 1906 una copia de El pensador de Auguste Rodin se situó ante el Panteón; y más tarde fue retirada.
En 1913, se emplazó un "altar republicano" en el espacio inicialmente previsto por Soufflot para altar cristiano en la primera concepción del edificio. Fue François-Léon Sicard quien lo dedicó a la gloria de la Convención Nacional en 1920.
En el transepto norte se instaló el monumento de Paul Landowski dedicado à la mémoire des artistes dont le nom s'est perdu ("a la memoria de los artistas cuyo nombre se ha perdido").
En 1924 se instala enfrente el monumento en piedra, de 6,50 m x 2,20 m, Aux héros inconnus, aux martyrs ignorés morts pour la France ("a los héroes desconocidos, a los mártires ignorados muertos por Francia"); fue encargado en 1913 al escultor Henri Bouchard, fue modificado tras la Primera Guerra Mundial y finalmente instalado en 1924. En su parte superior figuran las alegorías del Recuerdo (con la palma de los mártires) y la Victoria (con la corona de laurel). En la parte media, se amontonan cuerpos de combatientes. En la parte inferior, la figura yacente de un poilu (el soldado francés de la Primera Guerra Mundial) sobre el que se inscriben los nombres de los campos de batalla y líneas de frente de 1914-1918. En los laterales, unos bajorrelieves simbolizan el sacrificio de los padres (a la derecha) y el reconocimiento de los hijos (a la izquierda). Este monumento, junto con el de Paul Landowski, son los únicos del Panteón que no recuerdan a personajes identificados, sino desconocidos.
En 1927 se fijó una placa con nombres de escritores muertos por Francia entre 1914 y 1918, y se instalaron dos monumentos en el transepto (véase lista de personas citadas en el Panteón de París).

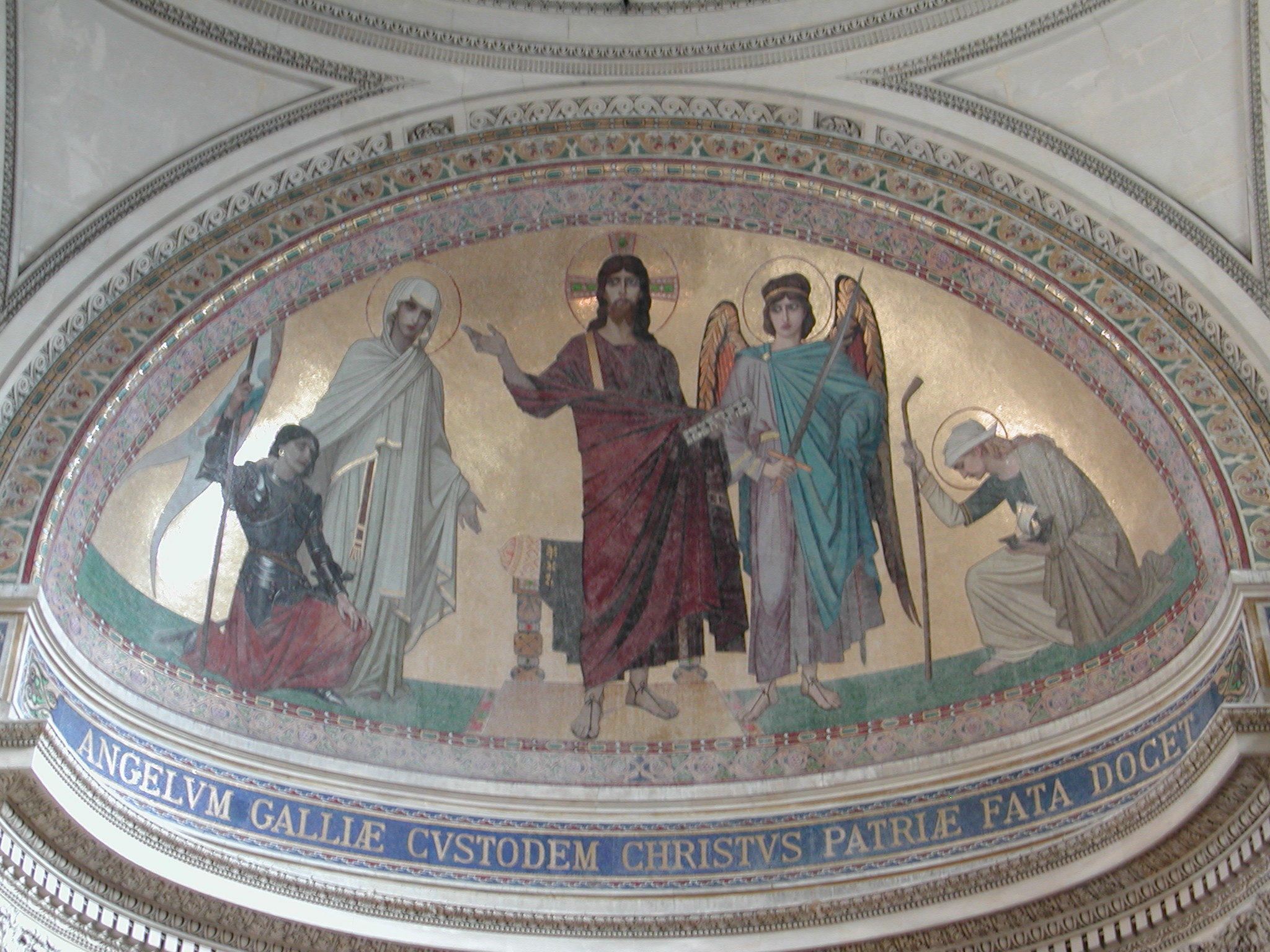
Mosaico del ábside, de Ernest Hébert.
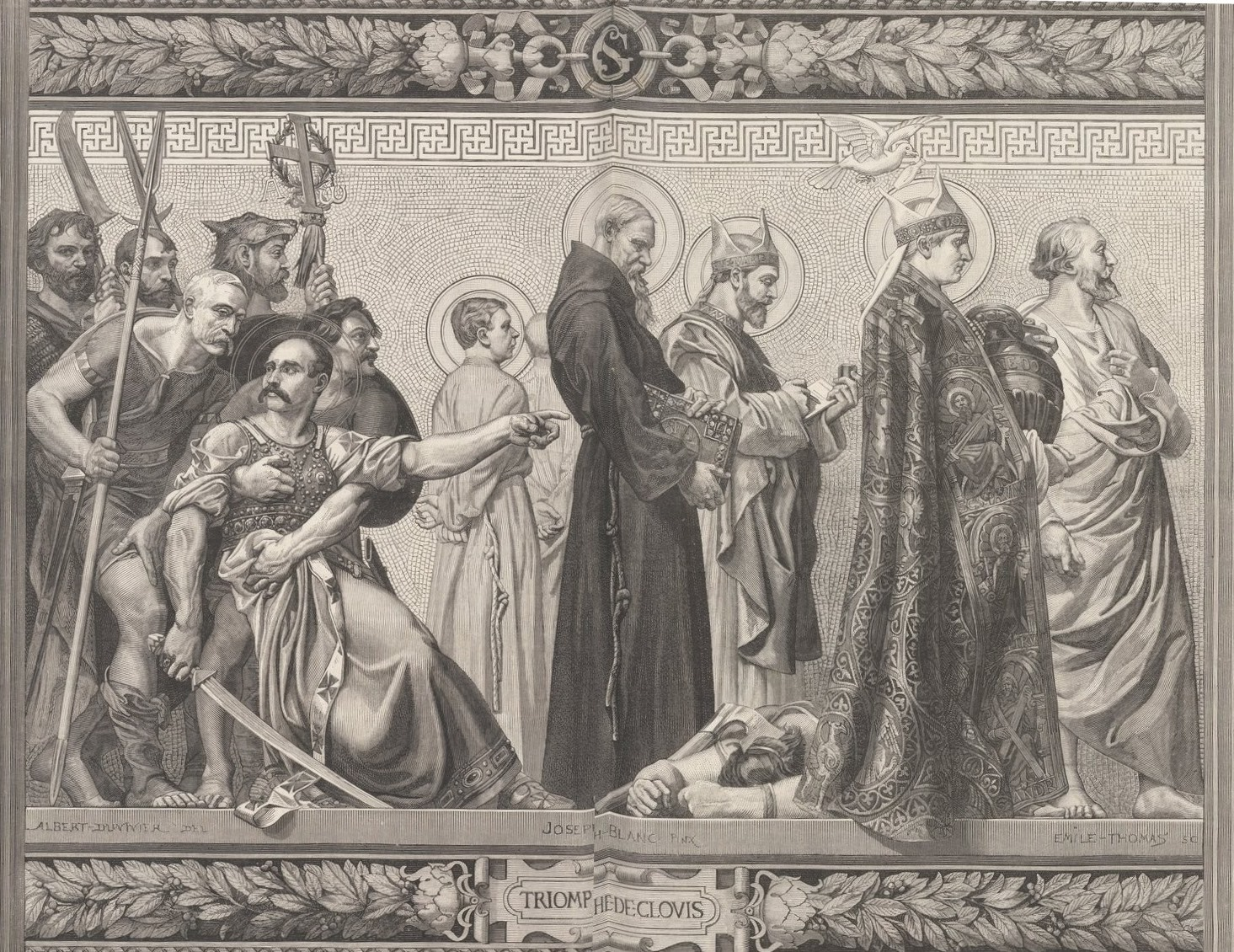
Triomphe de Clovis, grabado a partir del fresco de Joseph Blanc (1881).
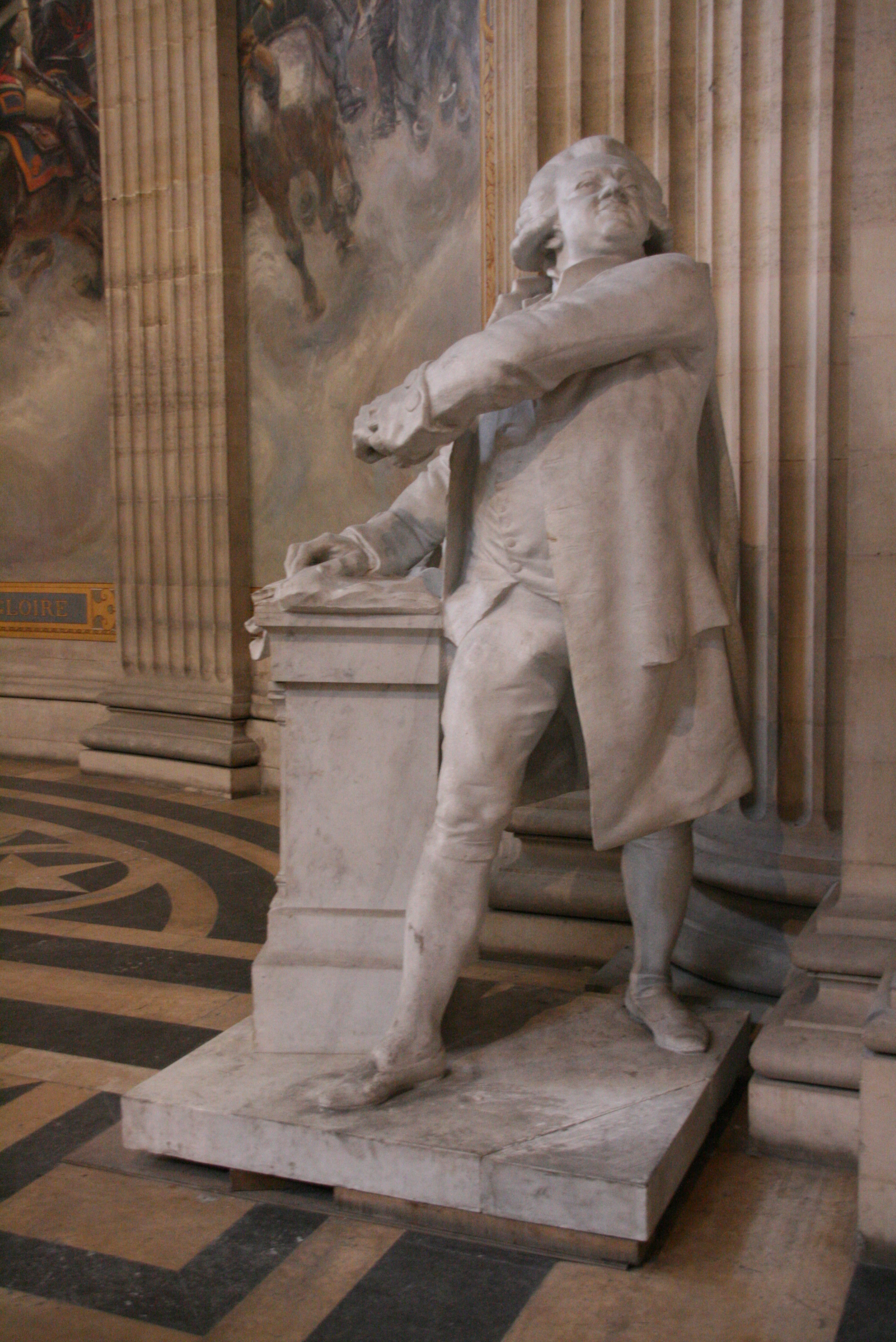
Mirabeau, de Jean-Antoine Injalbert, 1889, rehecho en 1924, mármol.
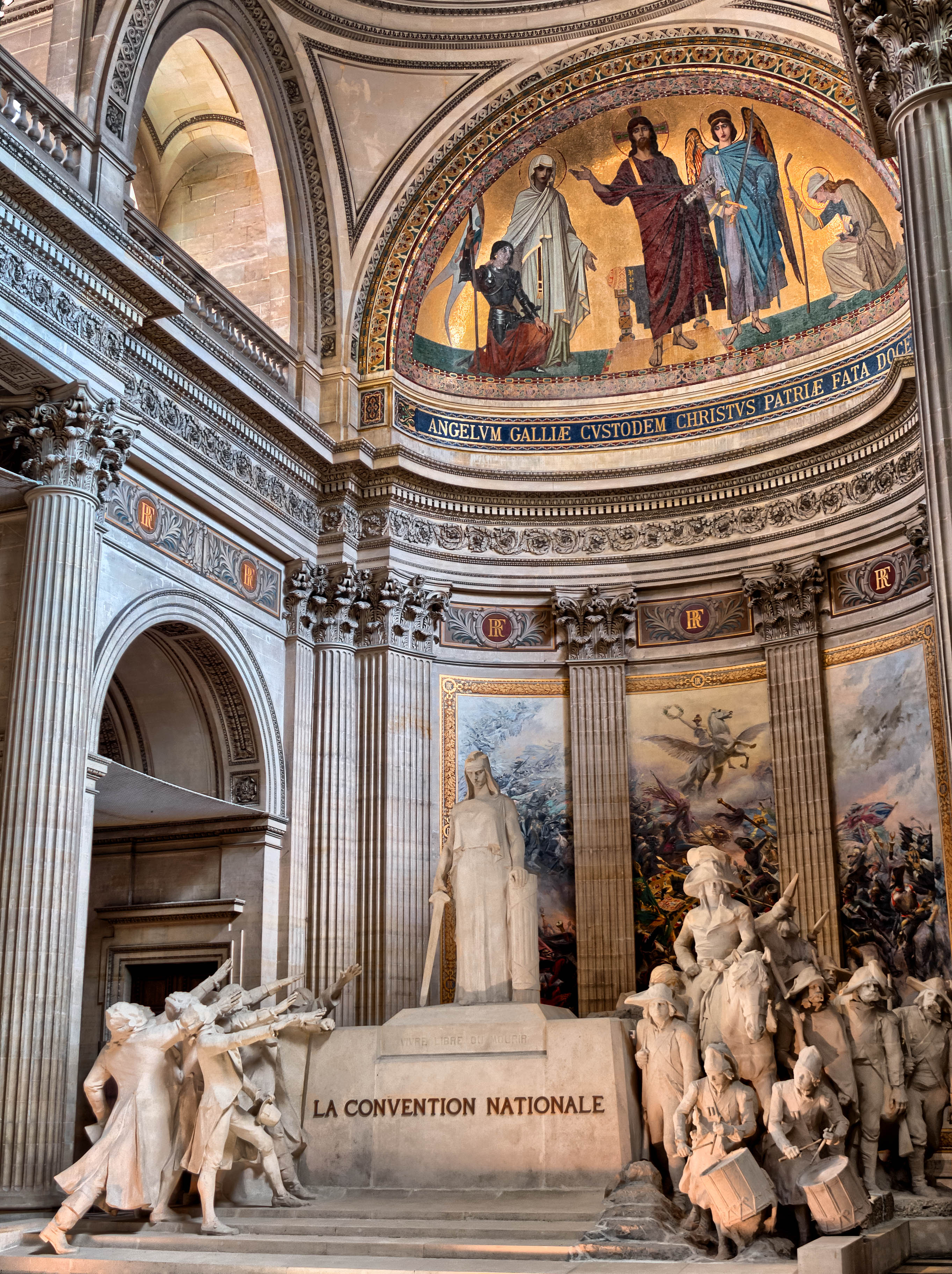
La Convención nacional.
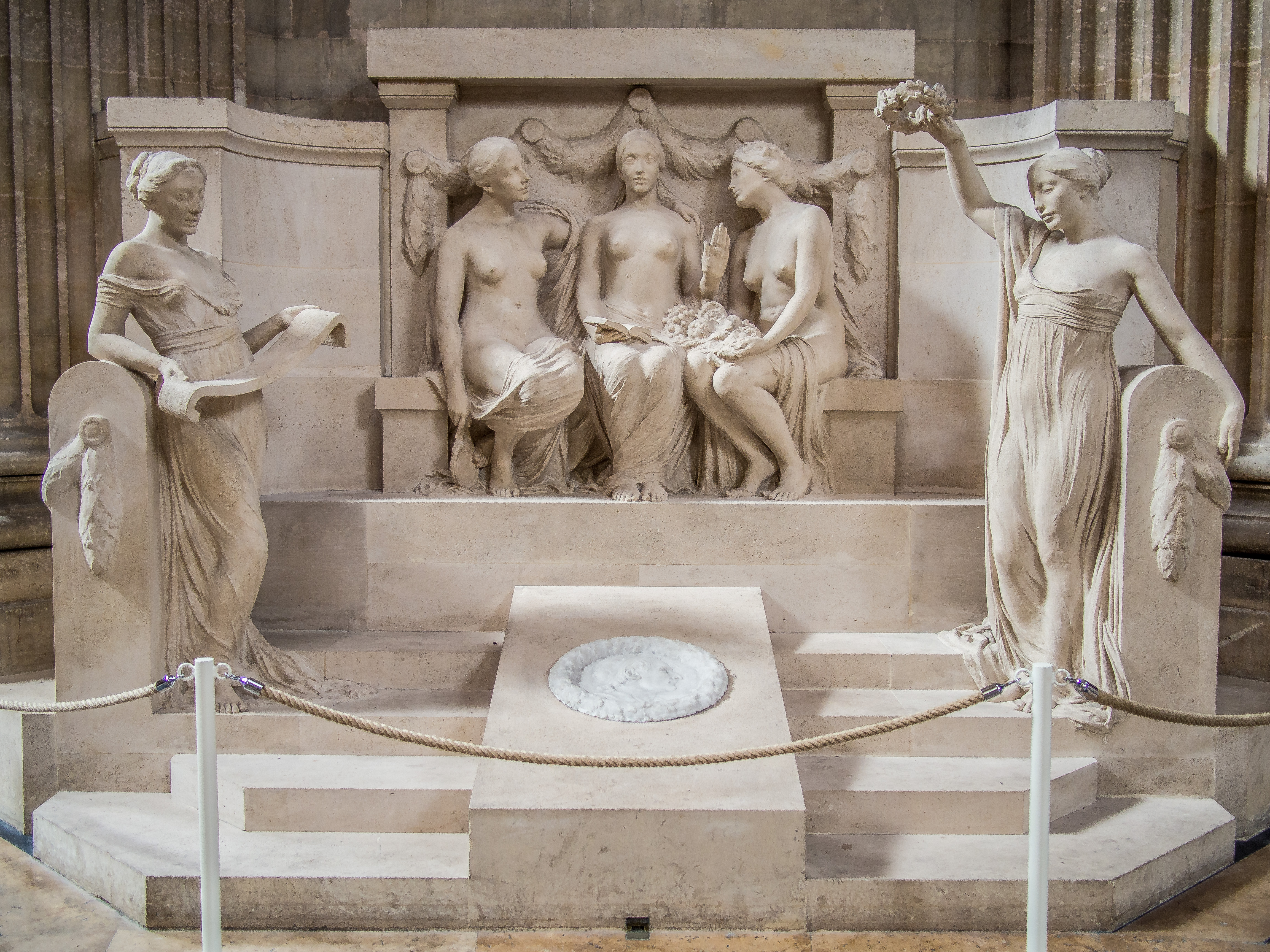
Monument à Jean-Jacques Rousseau (1907) Albert Bartholome (1848-1928) La Philosophie entre la Nature et la Vérité.

El Panteón de París es clasificado como monumento histórico de Francia desde 1920.

## Personalidades ilustres del Panteón
El Panteón alberga los féretros de 75 hombres y 6 mujeres que han destacado especialmente en la historia de Francia. Entre los enterrados en el Panteón se encuentran Voltaire, Rousseau,  Victor Hugo, Émile Zola, Jean Jaurès, Jean Moulin, Louis Braille, Jean Monnet, Sadi Carnot, Pierre y Marie Curie, André Malraux y Soufflot, su arquitecto.
Entre los últimos homenajeados, los restos de Alejandro Dumas, el autor de Los Tres Mosqueteros, que habían descansado hasta ese momento en el cementerio de Villers-Cotterêts (departamento de Aisne, Francia) fueron trasladados al Panteón el 30 de noviembre de 2002 para, según el entonces presidente de la República francesa Jacques Chirac, corregir la injusticia cometida con uno de los grandes escritores franceses. Los resistentes de la Segunda Guerra Mundial Germaine Tillion, Geneviève de Gaulle-Anthonioz, Jean Zay y Pierre Brossolette fueron enterrados el 27 de mayo de 2015; Simone Veil, junto con su marido, en julio de 2018, y el 30 de noviembre de 2021, Joséphine Baker, la cuarta personalidad de origen africano tras Félix Éboué, Aimé Césaire y Alexandre Dumas.
Marat y Mirabeau fueron retirados en 1794.
En 1927, se colocó una placa con los nombres de los escritores franceses muertos durante la Primera Guerra Mundial (1914-1918). Se repitió el mismo acto de homenaje después de la Segunda Guerra Mundial, para honrar a los escritores franceses muertos entre 1939 y 1945.
Los muros del Panteón llevan también inscritos más de mil nombres de personajes importantes de la historia de la República. En la cripta, dos placas llevan los nombres de las víctimas de la revolución de 1830 (la placa fue colocada por el rey Luis Felipe I), y de las víctimas de la revolución de 1848.
En 1851 Léon Foucault instaló en el Panteón su famoso péndulo, conocido como péndulo de Foucault, debido a que la gran altura del edificio facilitaba el experimento. Mediante este experimento se consiguió demostrar la rotación de la Tierra y la existencia de la fuerza de Coriolis. Desde 1995 está instalada en el Panteón una réplica de dicho péndulo.

### Mujeres en el Panteón
El 30 de noviembre de 2021 Joséphine Baker fue la sexta mujer que entró en el Panteón.
- Joséphine Baker (1906-1975) – entrada en 2021
- Simone Veil (1927-2017) - entrada en 2018
- Geneviève De Gaulle-Anthonioz (1920-2002) – entrada en 2015
- Germaine Tillion (1907-2008) – entrada en 2015
- Marie Curie (1867-1934) – entrada en 1995
- Sophie Berthelot (1837-1907) - entrada en 1907

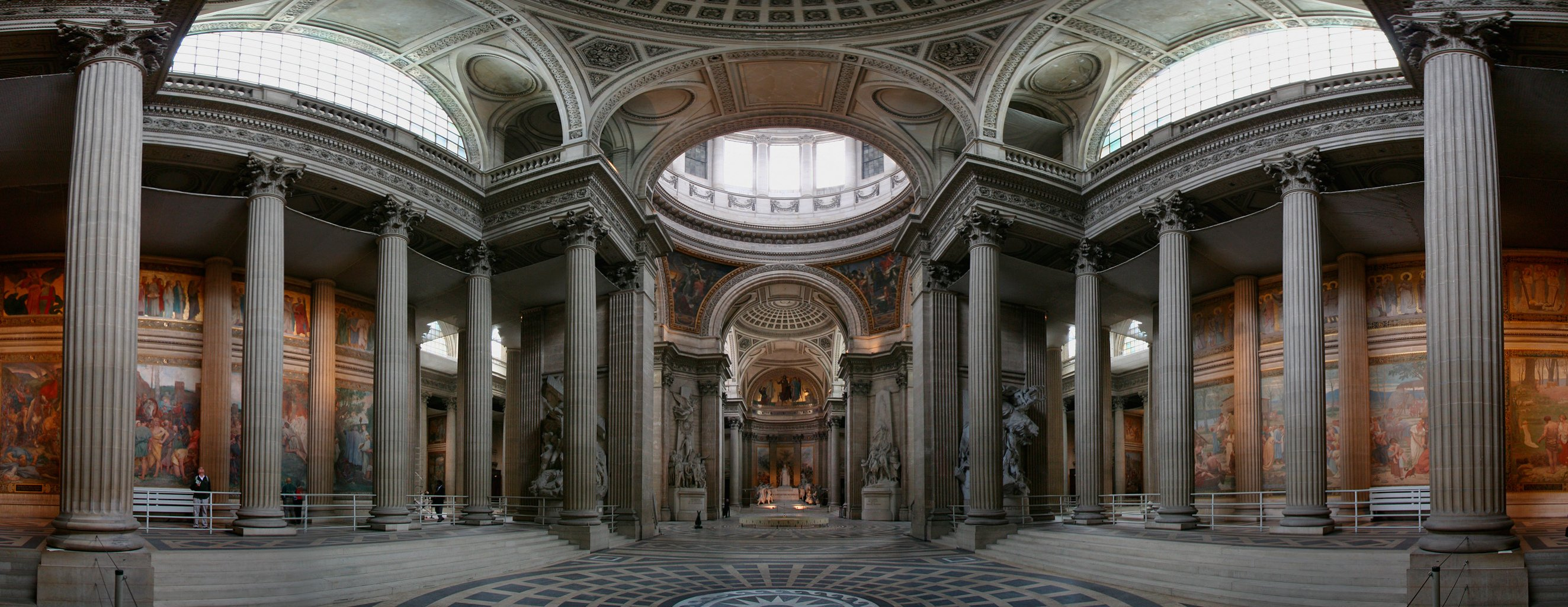
Vista panorámica interior.